# Marathon van Fukuoka 2006
De marathon van Fukuoka 2006 werd gelopen op zondag 3 december 2006. Het was de 60e editie van deze marathon. Aan deze wedstrijd mochten alleen mannelijke elitelopers deelnemen.
De Ethiopiër Haile Gebreselasie kwam als eerste over de streep in 2:06.52.

## Uitslagen
| rang   | naam                 | land | tijd    |
| ------ | -------------------- | ---- | ------- |
| Goud   | Haile Gebrselassie   | ETH  | 2:06.52 |
| Zilver | Dmytro Baranovsky    | UKR  | 2:07.15 |
| Brons  | Jaouad Gharib        | MAR  | 2:07.19 |
| 4      | Wataru Okutani       | JPN  | 2:08.49 |
| 5      | Toshinari Suwa       | JPN  | 2:08.52 |
| 6      | Tsuyoshi Ogata       | JPN  | 2:10.48 |
| 7      | Jon Brown            | GBR  | 2:11.46 |
| 8      | Atsushi Fujita       | JPN  | 2:11.50 |
| 9      | Fernando Cabada      | USA  | 2:12.27 |
| 10     | Tomoyuki Sato        | JPN  | 2:12.29 |
| 11     | Yuko Matsumiya       | JPN  | 2:12.40 |
| 12     | Paul Biwott          | KEN  | 2:12.48 |
| 13     | Michael Aish         | NZL  | 2:13.42 |
| 14     | Toshiya Katayama     | JPN  | 2:15.42 |
| 15     | Luc Krotwaar         | NED  | 2:17.27 |
| 16     | Scott Winton         | NZL  | 2:19.33 |
| 17     | Matthew Dravitzki    | NZL  | 2:19.37 |
| 18     | Koichi Fujino        | JPN  | 2:19.41 |
| 19     | Akihisa Hirayakiuchi | JPN  | 2:20.26 |
| 20     | Takanobu Otsubo      | JPN  | 2:20.52 |

1947 ·
1948 ·
1949 ·
1950 ·
1951 ·
1952 ·
1953 ·
1954 ·
1955 ·
1956 ·
1957 ·
1958 ·
1959 ·
1960 ·
1961 ·
1962 ·
1963 ·
1964 ·
1965 ·
1966 ·
1967 ·
1968 ·
1969 ·
1970 ·
1971 ·
1972 ·
1973 ·
1974 ·
1975 ·
1976 ·
1977 ·
1978 ·
1979 ·
1980 ·
1981 ·
1982 ·
1983 ·
1984 ·
1985 ·
1986 ·
1987 ·
1988 ·
1989 ·
1990 ·
1991 ·
1992 ·
1993 ·
1994 ·
1995 ·
1996 ·
1997 ·
1998 ·
1999 ·
2000 ·
2001 ·
2002 ·
2003 ·
2004 ·
2005 ·
2006 ·
2007 ·
2008 ·
2009 ·
2010 ·
2011 ·
2012 ·
2013 ·
2014 ·
2015 ·
2016 ·
2017